# Tianschanella
Genre
Synonymes
- Tianshanella Zwick, 1992[1]

Tianschanella est un genre d'insectes diptères nématocères de la famille des Blephariceridae.

## Liste d'espèces
Selon Catalogue of Life (29 mars 2019) :
- Tianschanella monstruosa Brodskij, 1930